# シュエダゴン・パゴダ
座標: 北緯16度47分54秒 東経96度8分58秒 / 北緯16.79833度 東経96.14944度

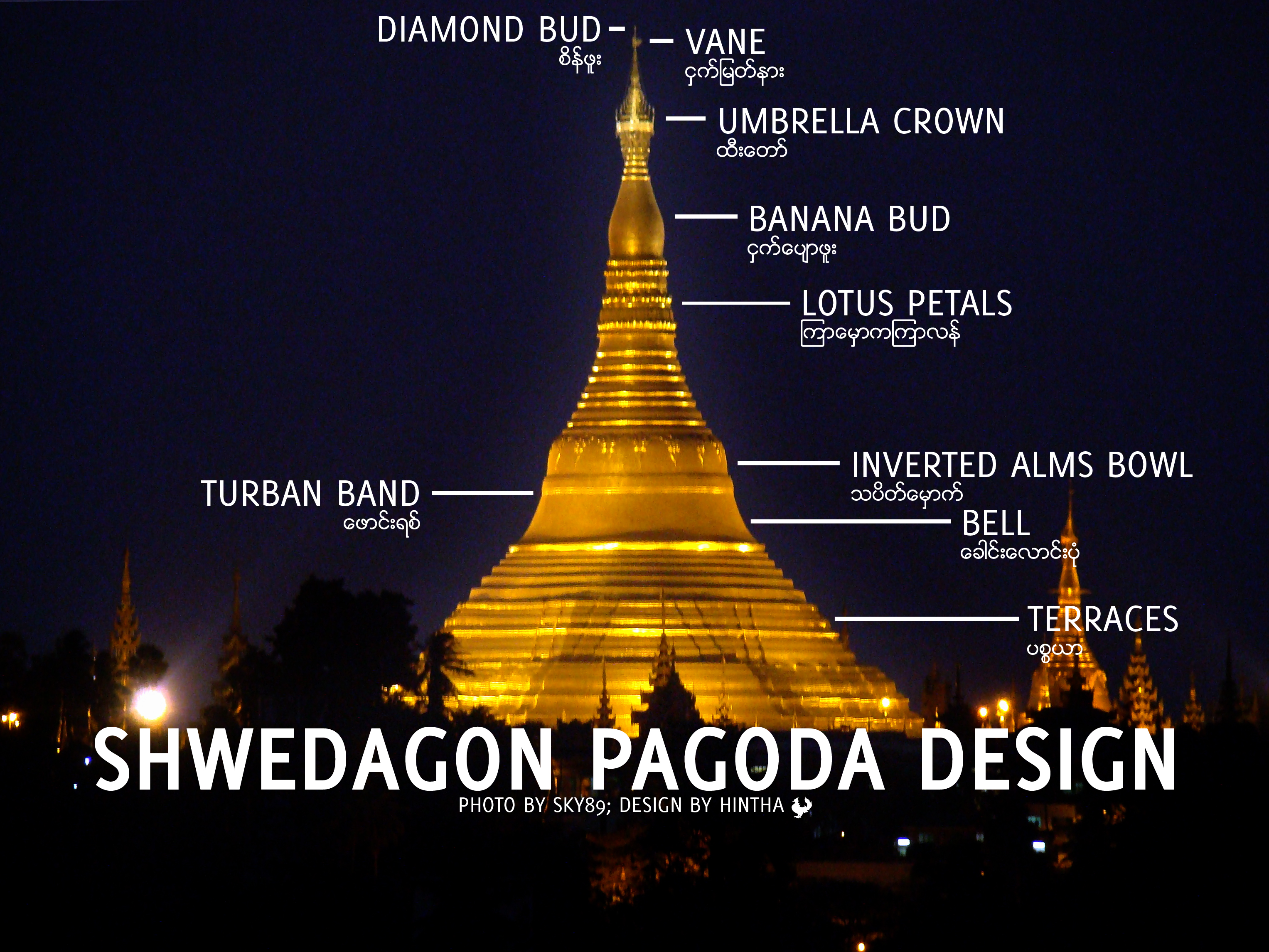

シュエダゴン・パゴダ（Shwedagon Pagoda) は、ミャンマーのヤンゴン中心部に存在する寺院（パゴダ、パヤー）である。釈迦および釈迦以前にこの世に現れた3人の菩薩の遺体の一部が納められていると信じられていることから、重要な聖地とされる。

## 歴史
伝説によれば、シュエダゴン・パゴダは約2500年前に建てられたとされている。考古学の研究によれば、6世紀から10世紀の間に建立されたと考えられている。地震によって幾度も破壊されており、現在の仏塔の原型は15世紀ころに成立したと考えられている。
1608年、ポルトガルの探検家フィリプ・デ・ブリト・エ・ニコテ（ビルマ人には "Nga Zinka" として知られる）はシュエダゴンを略奪し、1485年に Shin Sawbu を引き継いだ Dhammazedi 王によって寄贈された30トンの鐘を取り上げた。ブリトの意図は大砲を作るために鐘を溶かすというものであったが、鐘を運んでバゴ川を渡る際にそれを川に落としてしまい、二度と回収できなかった。
2世紀後、第一次英緬戦争中の1824年5月11日にイギリスが上陸し、シュエダゴンを街全体を俯瞰して指令を行う要塞であると考え、すぐさま奪取・占領した。そして、2年後に退去するまでストゥーパ（仏塔）を要塞のようなものとして残した。

## 構造
シュエダゴン・パゴダの境内は、東西南北の門から入り階段（現在ではエスカレーターもある）を上がった上部にある。境内は高さ約100メートルの黄金のストゥーパを中心に60余りの仏塔や廟が林立する空間になっており、供物や土産物を売る店も数多い。
なお、ミャンマーでは寺院の境内には裸足で入るものとされており、このパゴダも例外ではない。

## ギャラリー

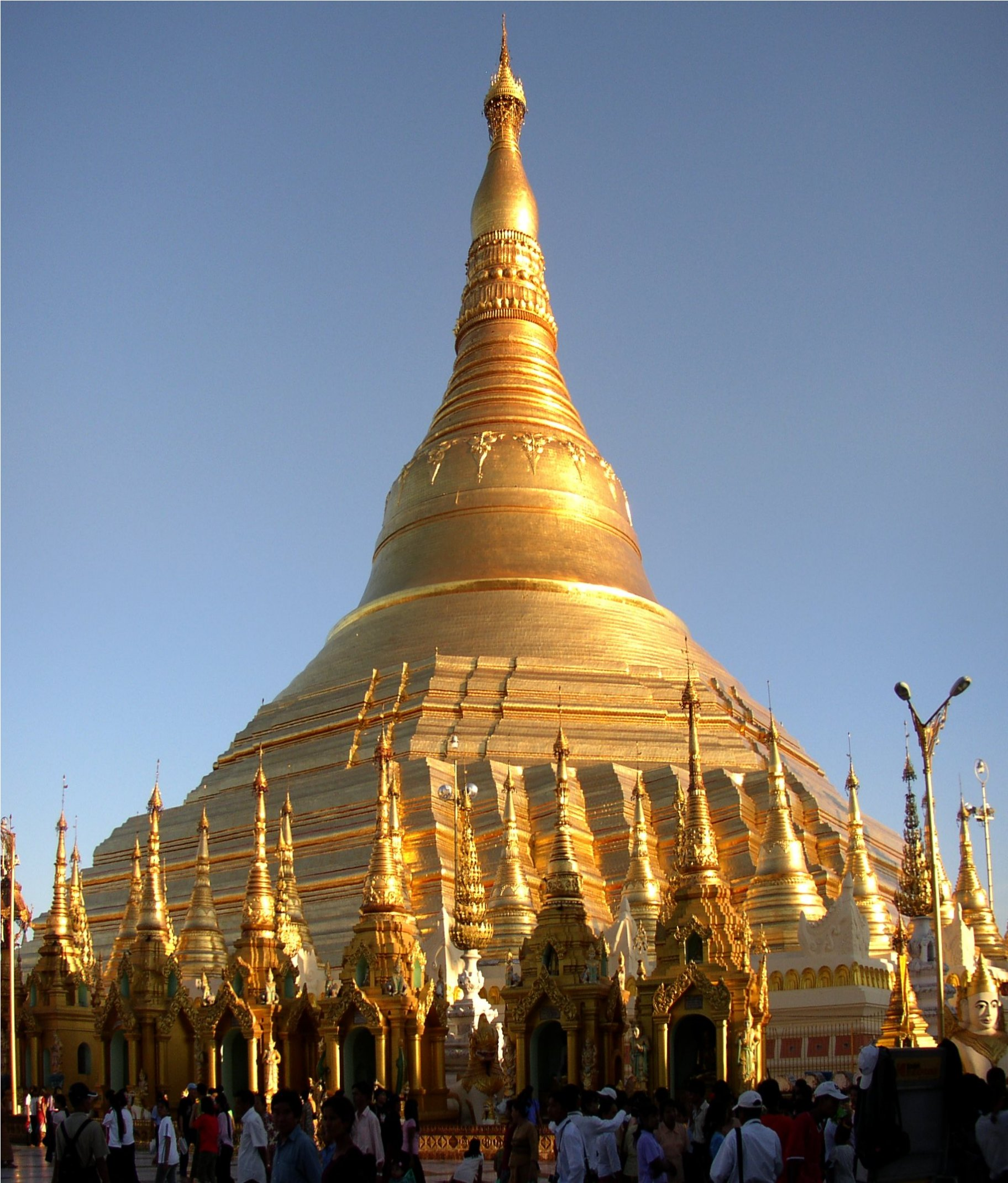
シュエダゴン・パゴダ
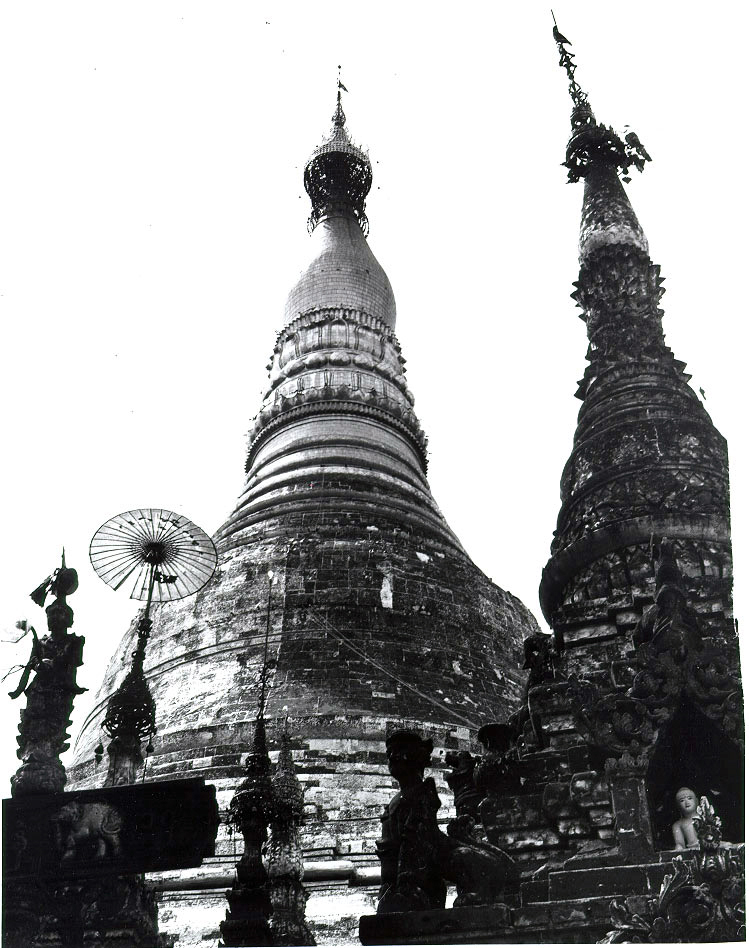
第二次世界大戦後のシュエダゴン・パゴダ
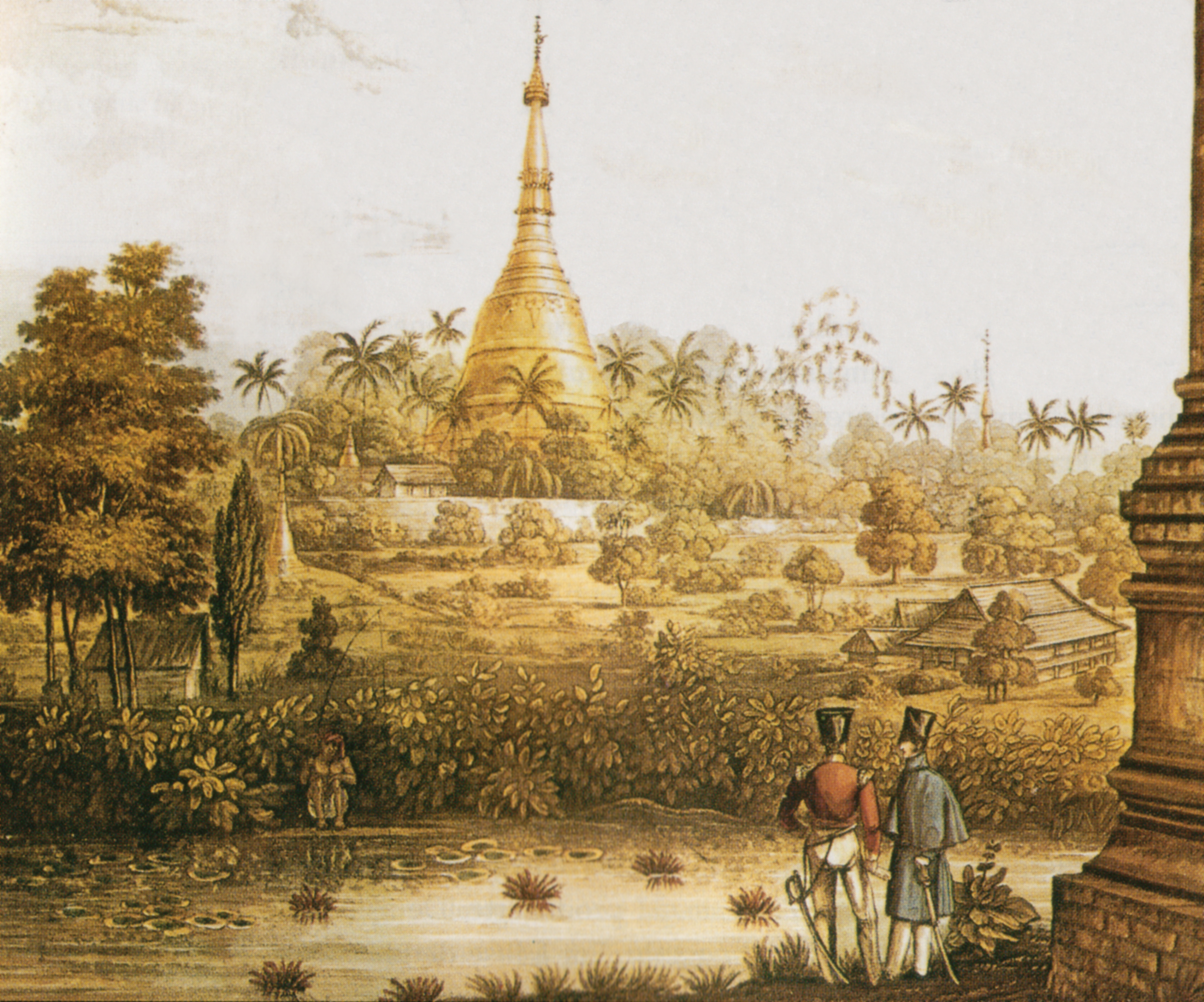
イギリス人が見たパゴダ（1825年）
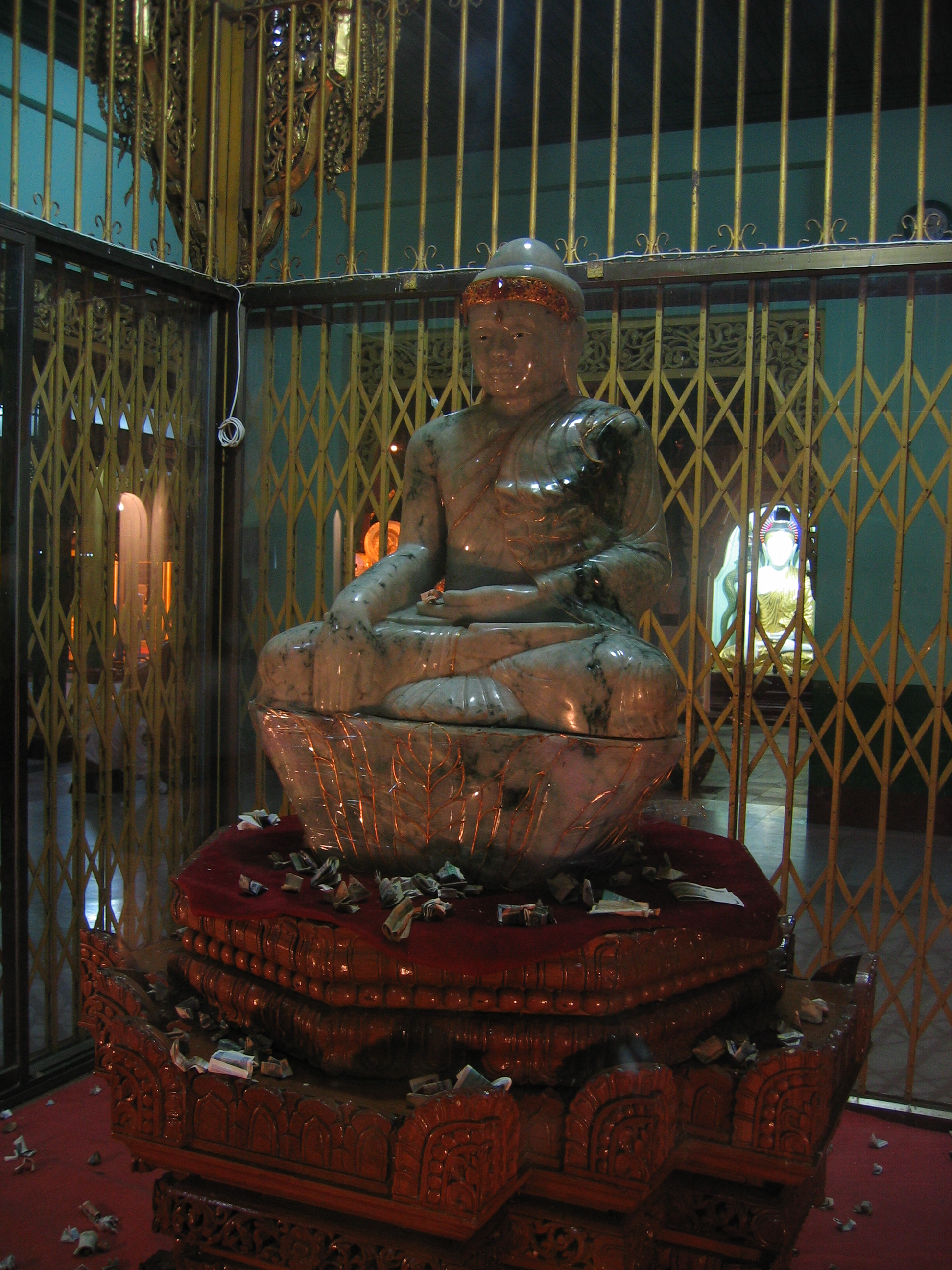
仏陀の像
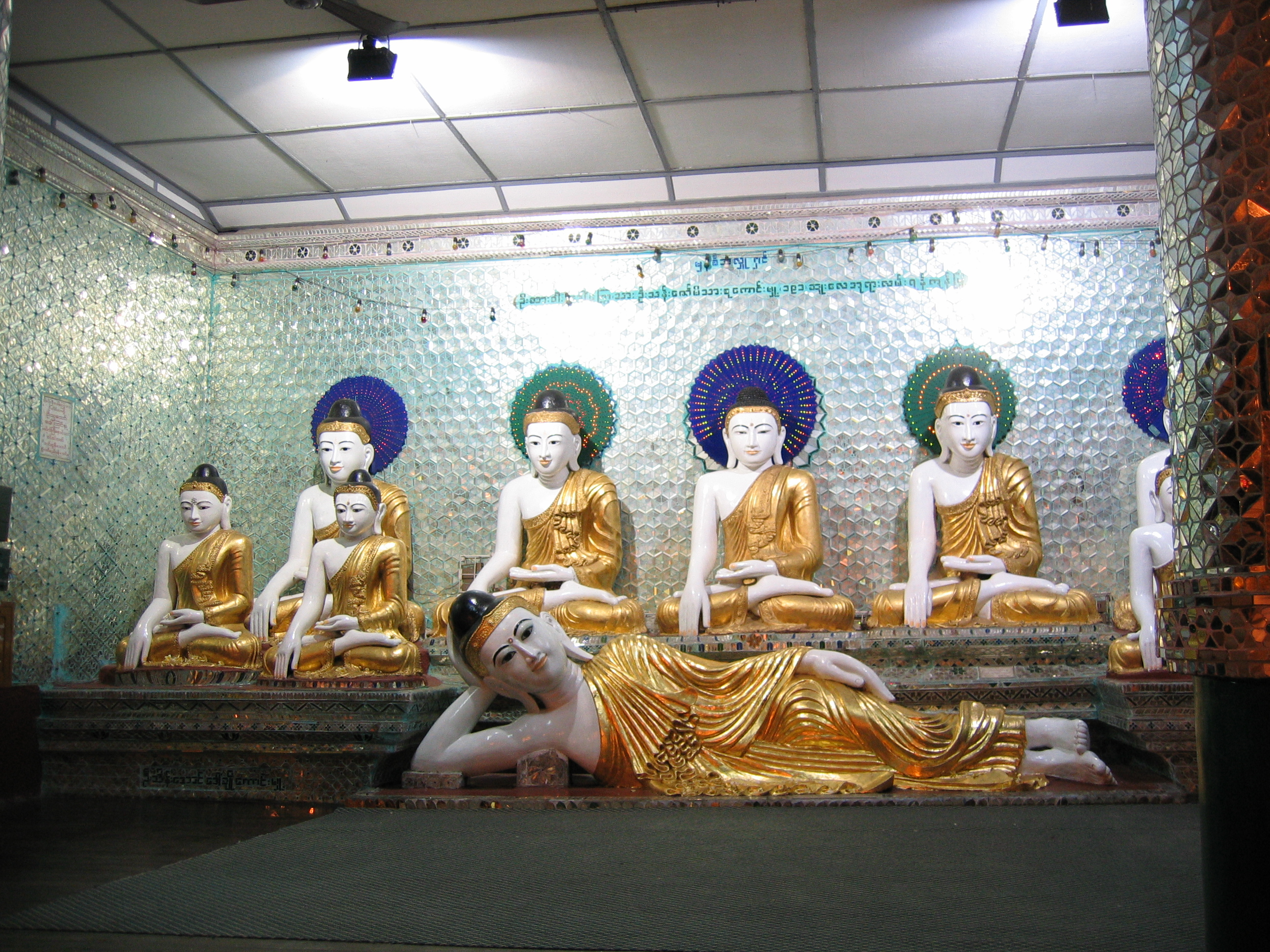
仏陀の像
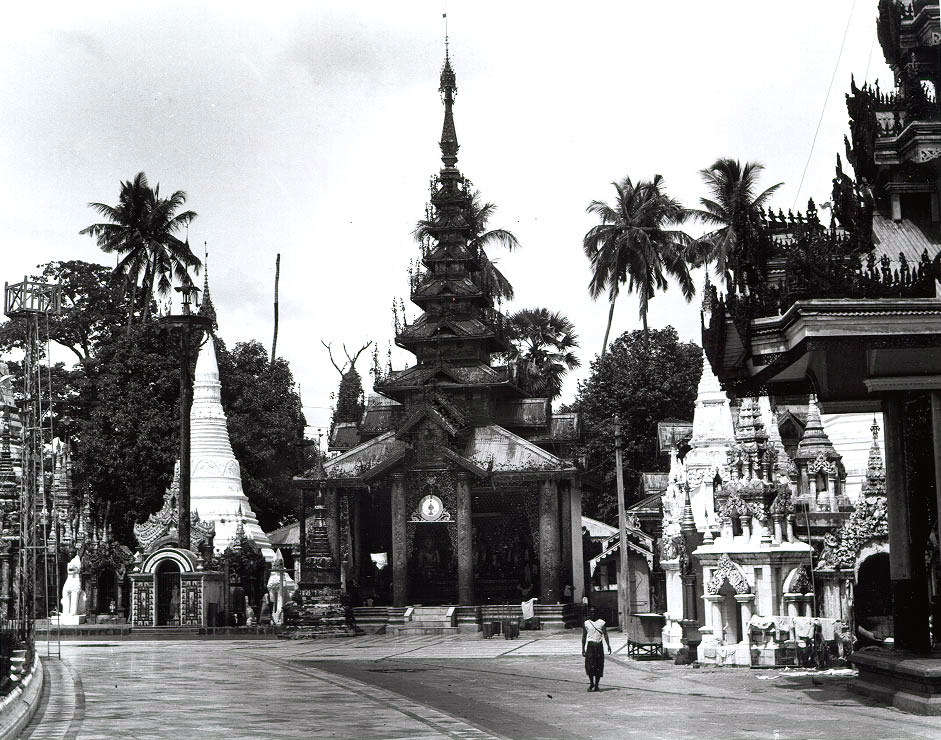
第二次世界大戦後のシュエダゴン・パゴダ
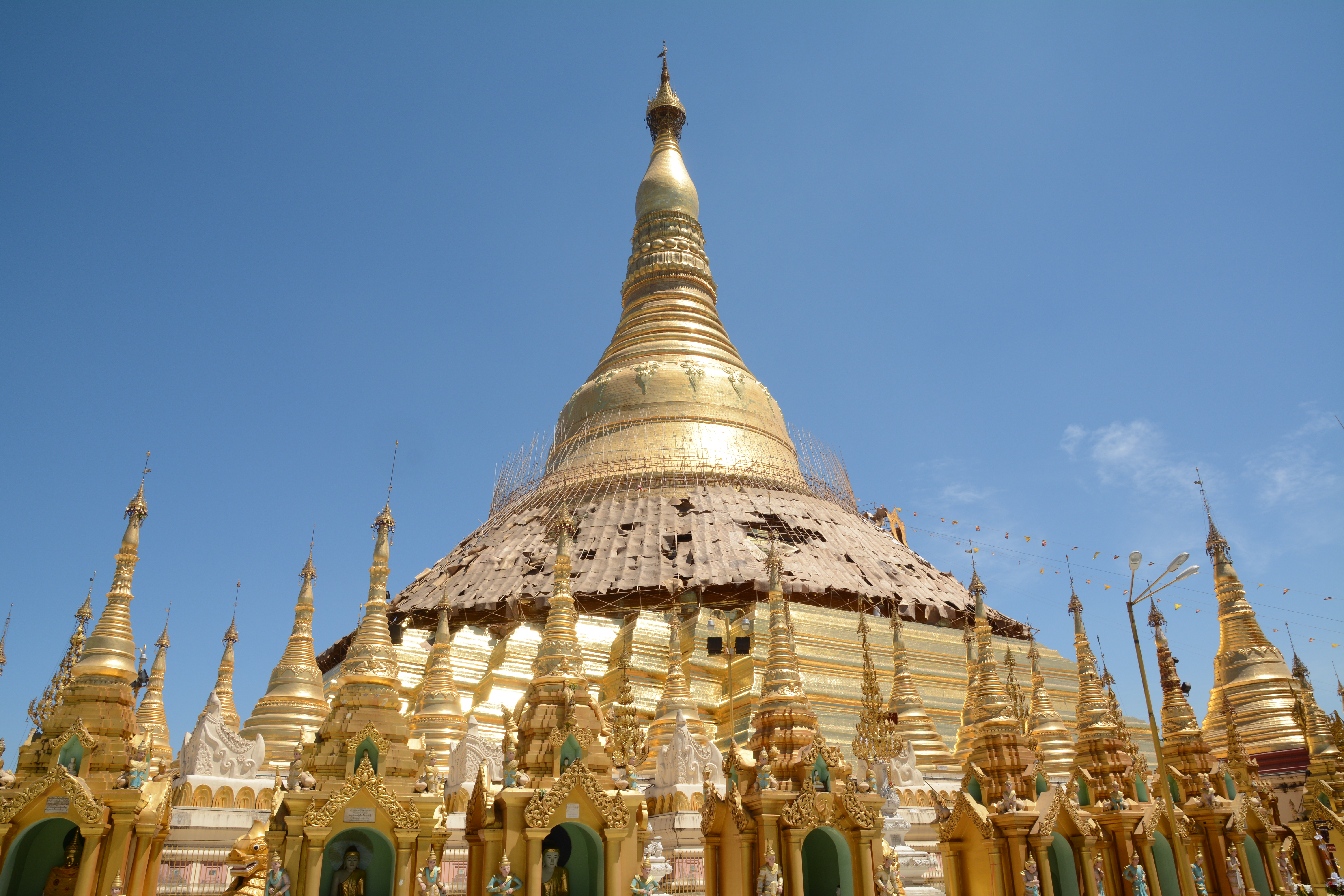
金箔貼付け工事中の様子
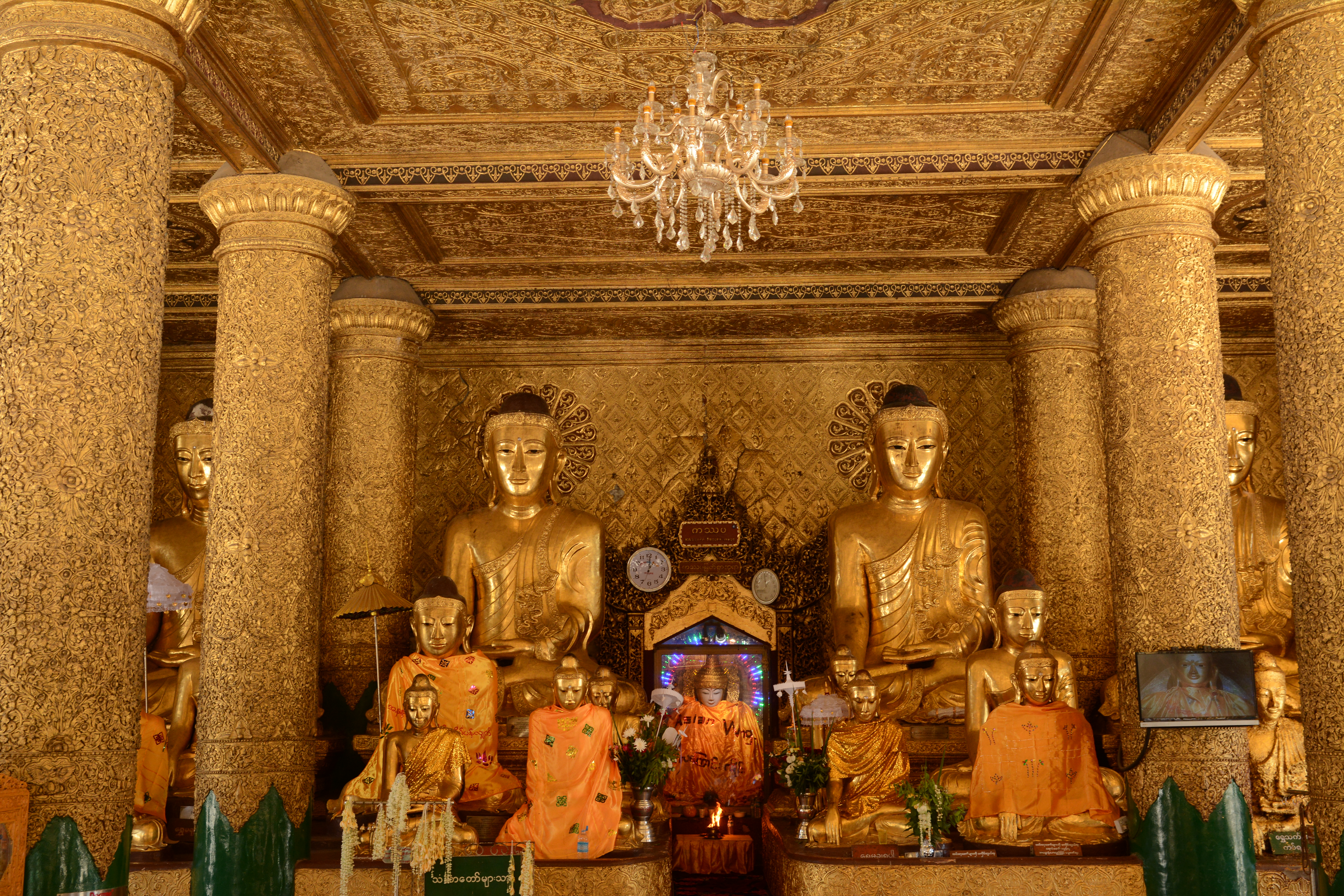
内部は右側のモニタ撮像
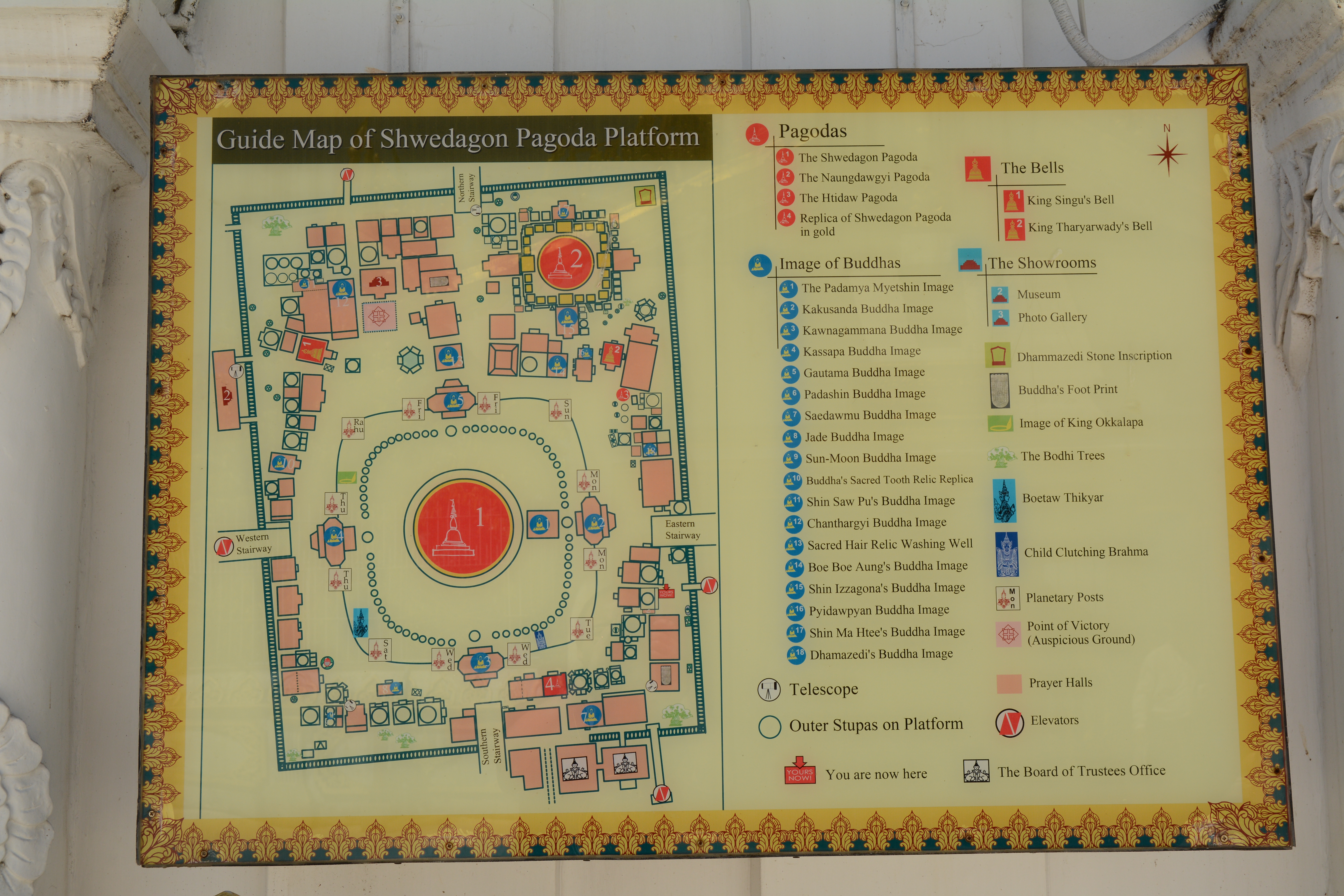
案内図
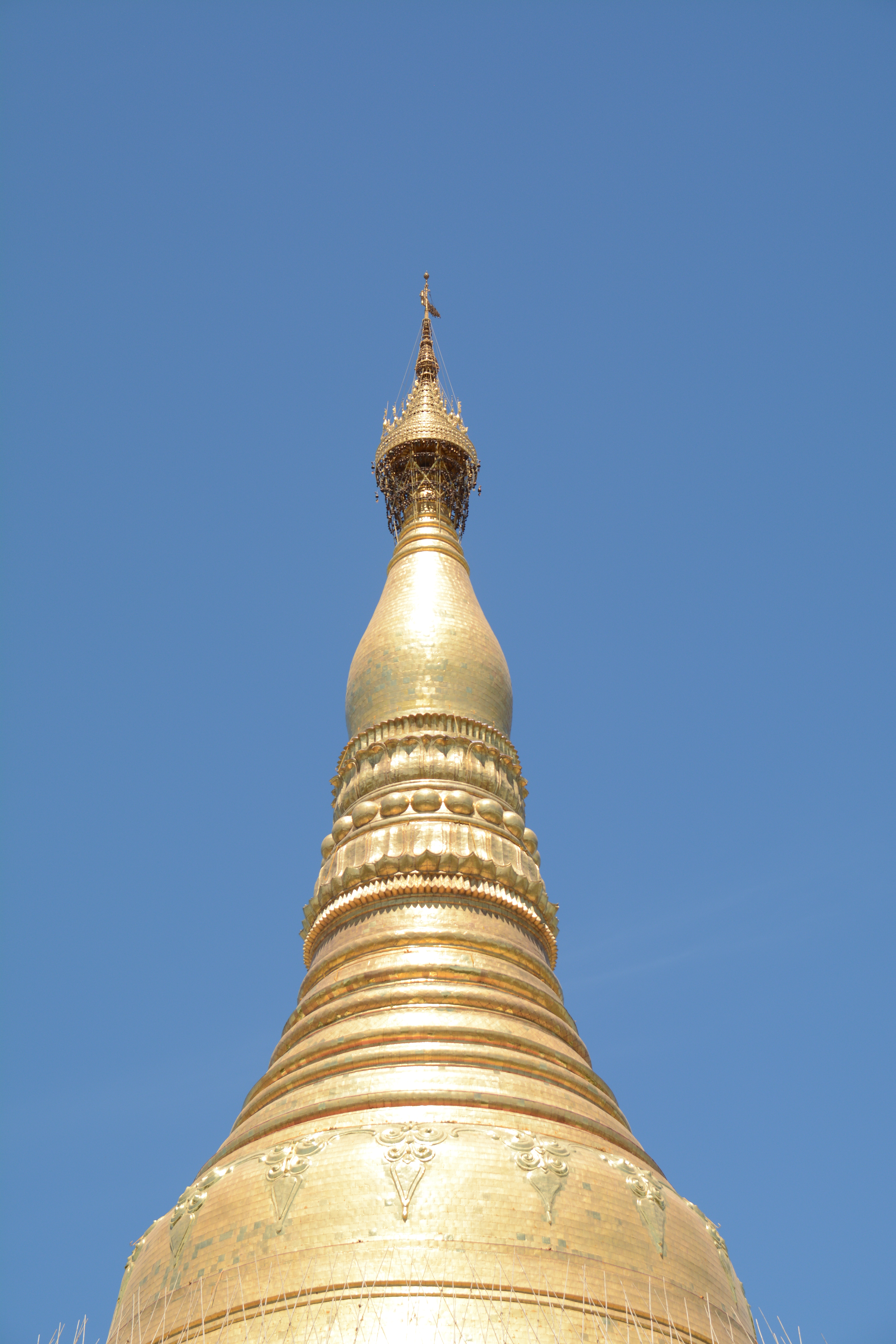
頭頂部
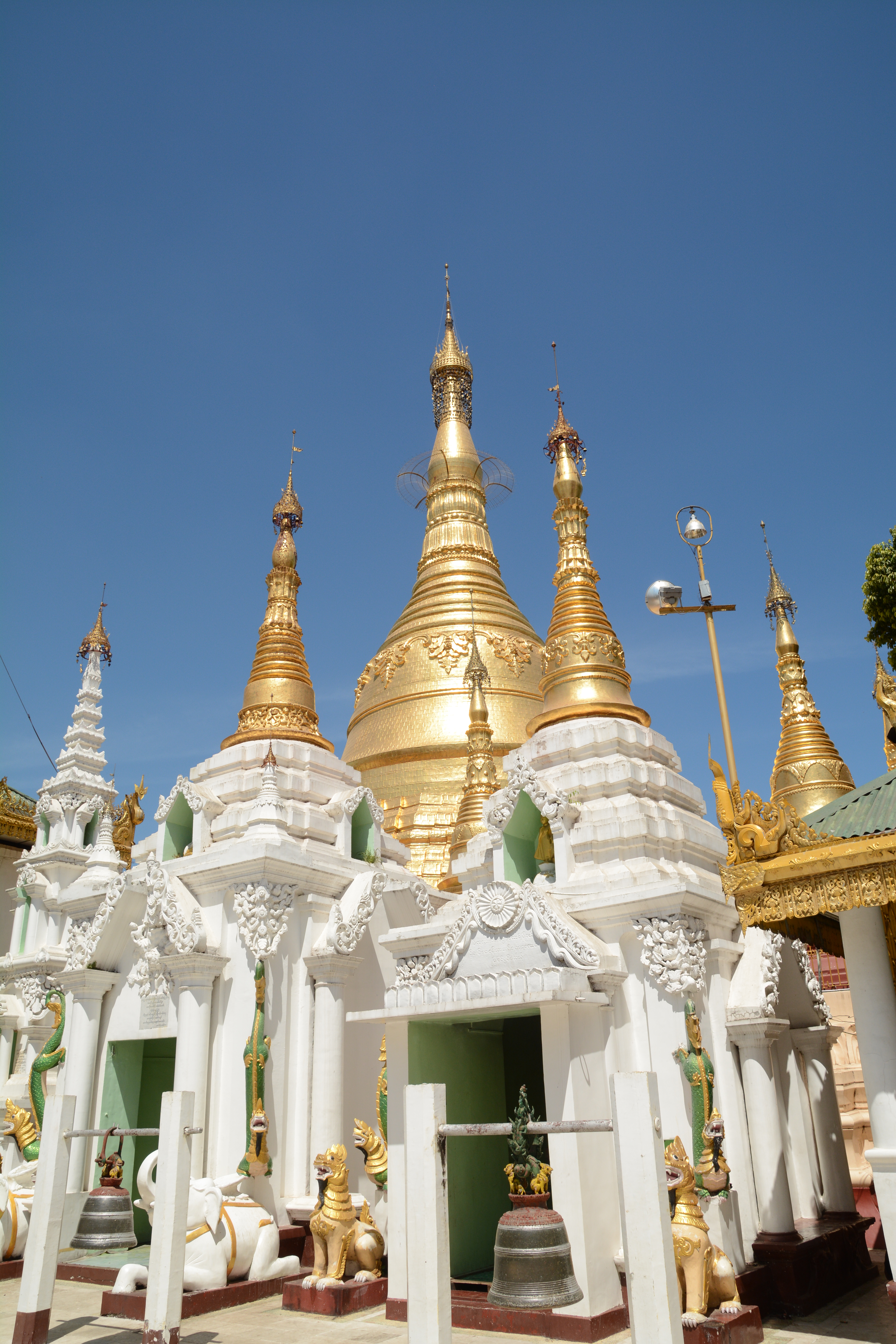
2番目に高い塔